# Dalziel and Pascoe
Dalziel and Pascoe is een Britse politieserie over twee detectives in Yorkshire, die gebaseerd is op de gelijknamige boekenreeks van Reginald Hill. De serie ging in première in maart 1996 op BBC One en liep twaalf seizoenen.

## Personages
Detective Superintendent Andrew "Andy" Dalziel (uitgesproken als "Die-el" en gespeeld door Warren Clarke) is een zwaarlijvige politieman. Hij is een luidsprekend persoon, bekend van het op de kast jagen van zijn collega’s en superieuren. Dalziel is een man van de oude school en dat plaatst hem lijnrecht tegenover Detective Sergeant (later Detective Inspector) Peter Pascoe (gespeeld door Colin Buchanan) die wat progressiever is in zijn opvattingen. Ook in hun privéleven verschillen zij nog al wat. Dalziel is gek op eten, drinken en roken, terwijl Pascoe een gezondere levensstijl toegedaan is. Dalziel is een alleenstaande man, hetgeen ook het geval is met Pascoe die van zijn vrouw Ellie (gespeeld door Susannah Corbett) gescheiden is. Ellie woont in de Verenigde Staten met hun dochter Rosie. In de eerste zeven seizoenen worden Dalziel and Pascoe bijgestaan door Detective Sergeant Edgar Wield (David Royle).

## Afleveringen van Dalziel and Pascoe
- 1/1. A Clubbable Woman 1996

Dalziel zoekt de moordenaar van Mary, de vrouw van Connon. Hij was ooit een veelbelovend rugbyspeler bij de club van Dalziel. De wereld van Andy’s vroegere vrienden blijkt er een vol rivaliteit, jaloezie en overspel. Bijna iedereen lijkt wel een motief gehad te hebben en gaandeweg het onderzoek ontdekken Dalziel en Pascoe steeds meer ontluisterende affaires.
- 1/2. Advancement of learning 1996

Dalziel en Pascoe moeten een moordzaak op Pascoes oude universiteit oplossen. Wanneer daar een gedenkteken voor de vorige directrice wordt neergehaald, worden de stoffelijke resten van een mens aangetroffen. Als uit onderzoek blijkt dat het de directrice is, lijkt dat onmogelijk; zij is immers bij een busongeluk tijdens haar vakantie in Oostenrijk omgekomen. Het begin van een gecompliceerde zaak.
- 1/3.An Autumn Shroud 1996

Pascoe gaat op huwelijksreis en ook Dalziel gaat er even tussenuit. Dalziel komt echter niet echt los van zijn werk. Hij strandt met zijn auto in de modder van Lincolnshire en krijgt onderdak bij de familie Fielding op de dag dat de heer des huizes begraven is. Deze had een goede levensverzekering en Dalziels speurdersneus wordt geprikkeld door het vreemde gedrag van de familieleden en hun bezoekers.
- 2/1. Ruling Passion 1997

Peter Pascoe en zijn hoogzwangere vrouw Ellie zoeken vrienden op in Oxfordshire. Ze komen tot de schokkende ontdekking dat hun gastvrouw en twee van haar gasten zijn vermoord. Een andere vriend van Pascoe wordt vermist. Een gedicht van Alexander Pope zet Pascoe op het juiste spoor.
- 2/2.  A Killing Kindness 1997

Brenda wordt 18. Het is meteen haar laatste verjaardag want de volgende dag wordt ze dood teruggevonden. Heeft haar verloofde Tommy er iets mee te maken? En heeft deze zaak connecties met eerder gepleegde moorden? Als in een zigeunerkamp een paar verdachte sieraden worden teruggevonden, valt de verdenking op Dave Lee, maar is dat wel terecht ?
- 2/3. Deadheads 1997

De familie Alderman is dol op rozen. Oudtante Florence sterft al snoeiend in het harnas. Patrick erft het grote landhuis. We zien hem 23 jaar later terug: zelf getrouwd en rijk. Het valt Dalziel op dat er in de omgeving van Patrick raadselachtige ongelukken gebeuren waar hij zelf nooit slechter van wordt. Hij besluit een onderzoek in te stellen. Pascoes vrouw Ellie leert Patricks vrouw kennen en komt meer te weten over het huwelijk.
- 2/4. Exit Lines 1998

Hoofdinspecteur Dalziel heeft een probleem als na een vrolijk avondje een fietser wordt aangereden en overlijdt. Zijn baas vindt dat hij maar even van het toneel moet verdwijnen. Pascoe neemt de honneurs waar als de heer Frostrick dood wordt aangetroffen. Gelukkig neemt de zaak voor Dalziel een gunstige wending.
- 3/1. Under World 1998

In een verlaten mijnschacht wordt het lijk gevonden van een man. De onopgeloste moord op een jong meisje, jaren eerder, wordt hierdoor opgerakeld. De zoon van de dode man is vastbesloten de waarheid te ontrafelen.
- 3/2. Child’s Play 1998

In een dorpje komen de roddels op gang nadat een mysterieuze man zich vertoont op de begrafenis van een rijke dame. De familie is ronduit geschokt als de vreemdeling claimt haar zoon te zijn. Als hij vervolgens vermoord wordt komen Dalziel en Pascoe in actie.
- 3/3. Bones and Silence 1998

Een intelligente en gevaarlijke moordenaar is Dalziel steeds net een stap voor. Deze man bedenkt de meest ongeloofwaardige alibi’s terwijl de mensen in zijn directe omgeving allemaal vermoord worden. Maar kunnen Dalziel en Pascoe zijn aandeel in die zaken bewijzen?
- 3/4. The Wood Beyond 1998

Een actievoerster wordt bewust doodgereden vlak bij het instituut waar dierproeven worden gehouden. Waarom? Intussen komt Pascoe steeds meer te weten over de verdwijning van zijn grootvader, die als soldaat in de Eerste Wereldoorlog vocht. Ook die sporen leiden naar het instituut.
- 4/1. On Beulah Height 1999

De moord op het achtjarig meisje Lorraine Dacre wordt onderzocht. Ze is verdwenen in de heuvels rondom het dorp, haar lichaam is gevonden op Beulah Height. Vijftien jaar eerder is een man vrijgesproken wegens gebrek aan bewijs voor een soortgelijke moord. Zou deze zelfde man verantwoordelijk kunnen zijn voor de dood van Lorraine?
- 4/2. Recalled to Life 1999

Cissy Kohler komt vrij, nadat ze 35 jaar in de gevangenis heeft doorgebracht voor een moord die ze altijd ontkend heeft. Cissy was de kinderoppas van de familie Westropp. De moeder, Pamela Westropp, werd vermoord. Cissy had een relatie met de vader, James Westropp. Dalziel onderzoekt deze zaak door de verdachten en getuigen van deze moord te ondervragen. Van hogerhand willen ze echter niet dat hij deze zaak opnieuw onderzoekt.
- 4/3. Time to Go 1999

Tijdens een party in een disco wordt Zack in het toilet gevonden. Hij is helemaal doorgedraaid en in het ziekenhuis raakt hij in coma. Het team van Dalziel bijt zich in de zaak vast, want het blijkt dat het niet alleen om xtc gaat: Zack is vergiftigd. De politie doet een inval in de disco en ondervraagt de geheimzinnige Sophie en Nicholas Richmond, die zogenaamd niets met de drugs te maken hebben.
- 4/4. The British Grenadier 1999

Als Dalziel zijn oude vriendin Stella Moon bezoekt, raakt hij betrokken bij een gijzeling. Stella's man houdt Dalziel en de andere gasten van haar pub gegijzeld omdat hij ervan overtuigd is dat een van hen haar minnaar is. De politie, inclusief Pascoe, omsingelt de pub. Ze zijn zich niet bewust van Dalziels aanwezigheid.
- 5/1. A Sweeter Lazarus 2000

De inactiviteit van zijn ziekteverlof drijft Dalziel tot waanzin. Als hij weer aan de slag mag, krijgt hij het moeilijk met het drankverbod van de dokter, want het onderzoek naar een dubbele moord leidt naar een brouwerij. Er duikt een vrouw op die volgens Dalziel 19 jaar geleden vermoord is. Als zij is wie zij beweert te zijn, heeft Dalziel een onschuldige laten opsluiten.
- 5/2. Cunning Old Fox 2000

Georgina, de populaire verloofde van Henry Crayford vindt de dood als zij van haar paard valt tijdens een bijeenkomst van de Harlesdon Jacht. Het lijkt een ongeluk, totdat jachtmeester James Marsham een anonieme brief ontvangt. Volgens de brief is Georgina’s dood een welkome aanklacht tegen de vossenjacht. Zijn tegenstanders van de jacht verantwoordelijk?
- 5/3. Foreign Bodies 2000

Dalziel ontvangt een prentkaartje van zijn oude vlam Florence Stockton. Hij besluit haar op te zoeken in het kustplaatsje Scarborough. De reünie wordt wreed verstoord als het gebalsemde lichaam van haar eerste echtgenoot aanspoelt. Er vinden nog meer raadselachtige sterfgevallen plaats en Florence heeft heel wat op te biechten.
- 5/4. Above The Law 2000

Rechter Jerry Chance werkt aan een belangrijke drugszaak en wordt vlak bij zijn woning doodgeschoten. Ken Barbour die terechtstaat in deze zaak, is hoofdverdachte. Chance stond echter op het punt om de zaak tegen hem ongegrond te verklaren. Dalziel en Pascoe graven dieper en stuiten op een web van relationele en politieke intriges.
- 6/1. Secrets of the Dead 2001

Dalziel woont in Stenby de begrafenis bij van zijn oude geliefde Fran Lock. Haar zoon is Detective Sergeant in zijn team. Dalziel onderzoekt de moord op de lokale notaris. Aangezien Pascoe in Amerika is, staat hij er aanvankelijk alleen voor. Gelukkig komt zijn collega op tijd terug om hem bij te staan.
- 6/2. Truth and Consequences 2001

In de voormalige mijnstad Thirksby wordt een skelet opgegraven. Dalziel heeft slechte herinneringen aan deze plaats waar hij gestationeerd was tijdens een mijnstaking in de jaren tachtig. Nog steeds wordt de politie er vijandig bejegend. Pascoe komt tot de ontdekking dat Dalziel mogelijk ook vuile handen heeft.
- 6/3. Walls of Silence 2001

De 17-jarige scholier Alec Jordan wordt dood gevonden met sporen van drugs in zijn bloed. De zaak ligt gevoelig voor Dalziel dus zet hij alles op alles om deze op te lossen. Daarbij strijkt hij tegen de haren in van het schoolhoofd.
- 6/4. Home Truths 2001

In een achterstandswijk wordt de jonge Sikh vrouw, Simran Ghataura, doodgeschoten. De moord leidt tot rellen in de wijk waar de relaties tussen de Aziatische en blanke gemeenschap toch al gespannen waren. Vader Ghataura blijkt in openlijk conflict verwikkeld met het Conservatieve raadslid Tommy Collingwood.
- 7/1. The Unwanted 2002

Pascoe keert terug naar zijn ouderlijk huis om de bruiloft van een jeugdvriend te vieren. De festiviteiten worden verstoord door de moord op de beste vriend van de bruidegom. En er vallen nog meer doden. Een van de lijken wordt gevonden op de boerderij van de familie Pascoe. Dalziel en Pascoe ontrafelen een complex geheel van fraude, chantage, misbruik en jaloezie.
- 7/2. Men's Sana 2002

Harriet Vanstone is gewurgd in de particuliere kliniek Paxley Hall. Haar broer verblijft er ook. De twee konden niet met elkaar overweg. Dalziel is officieel nog niet aan het werk, maar laat zich in Paxley Hall opnemen om aanwijzingen te verzamelen. Pascoe, die de leiding van het onderzoek heeft, concentreert zich op de verpleegster. Zij is al eerder geassocieerd met sterfgevallen in de kliniek.
- 7/3. Sins of the Father 2002

In een klein dorp waar onlangs een wonderbaarlijke genezing heeft plaatsgevonden, is de pastoor slachtoffer van moord. Dalziel en Pascoe komen terecht in een gemeenschap die gekweld wordt door verdeeldheid en bijgeloof. Er duikt bovendien een veertig jaar oud skelet op. Dalziel is met zijn hoofd niet helemaal bij het onderzoek, hij komt zijn zus tegen die terminale kanker blijkt te hebben.
- 7/4. For Love Nor Money 2002

Een gepensioneerde rechercheur is vermoord op zijn favoriete golfbaan. Het lijkt een copycat moord. Dalziel verdenkt de bekende lokale misdadiger Macer, tegen wie een eerdere zaak spaak liep. Hij wordt van de zaak gehaald omdat hij te obsessief bezig is. Pascoe ontrafelt intussen een omkopingsschandaal. De schandalen blijken verder in de politiegelederen te reiken dan Dalziel en Pascoe aanvankelijk vermoeden.
- 7/5. Dialogues of the Dead 2002

Wetherton CID is op zoek naar een seriemoordenaar. Na elke moord laat de dader een 'dialoog' achter. In het document wordt de moord bloedstollend gedetailleerd beschreven. De eerste dialoog duikt op bij een verhalenwedstrijd ter ere van de opening van de bibliotheek van Wetherton. De politie wordt hierdoor gedwongen een dodelijk ongeluk opnieuw te bekijken. Het team van Dalziel en Pascoe met nieuwkomer DC 'Hat' Bowler heeft zijn handen vol aan de zaak. Het dodental loopt op en de plaatselijke bevolking raakt in paniek.
- 8/1. A Game of Soldiers 2004

De Amerikaanse toeriste Nancy d'Amato is vermoord, een motief is op het eerste gezicht niet duidelijk. Er is geen sprake van roof of verkrachting en er zijn weinig aanwijzingen. Het onderzoek begint in het hotel waar het slachtoffer verbleef terwijl zij haar stamboom onderzocht. Het onderzoek herenigt Dalziel met een oude liefde, Detective Sergeant Jenny Ettrick.De inmiddels gearriveerde echtgenoot van de vermoorde toeriste blijkt een Amerikaanse politie-inspecteur te zijn.
- 8/2. The Price of Fame 2004

Efrona Davis, een populair entertainer in het Wayland Bay Holiday Village, ligt dood op het strand. Ze was al weken de publieksfavoriet in de docusoap Wayland Baywatch. Efrona's manager en haar vader zijn verdacht. Pascoe staat er aanvankelijk alleen voor. Dalziel is door een conflict met de hoofdcommissaris met 'verlof' en Pascoes assistent Hawes heeft meer belangstelling voor een andere zaak.
- 8/3. Great Escapes 2004

Kate Walker verdween zeven jaar geleden. Hoewel haar lichaam nooit werd gevonden, werd haar man Charlie veroordeeld voor moord gebaseerd op forensisch bewijs en de getuigenis van het 14-jarige buurmeisje Sally Craig. Nu is Charlie ontsnapt en wordt Sally's lichaam gevonden en ook Kates lichaam duikt na al die tijd op.
- 8/4. Soft Touch 2004

Schoenenfabrikant Richard Mattis wordt dood aangetroffen in zijn fabriek. Hij is net teruggekeerd uit Rusland met zijn jonge, zwangere verloofde Natalie. Behalve Natalie is ook ex-vrouw Marion verdacht, zij wil immers dat haar kinderen erven. In de kanaal achter de fabriek komt een lijk van een onbekende tevoorschijn met een Russische kogel in zijn rug. Dat kan geen toeval zijn.
- 9/1. Heads You Lose 2005

Pascoe belandt na een auto-ongeluk in het Wetherton ziekenhuis. Intussen vinden duikers illegaal gedumpt medisch afval in een meer vlakbij. Verdacht is dat daar ook een hand met ringen bij is. Dalziel ontdekt een ongemakkelijke relatie tussen de leidinggevende arts van het ziekenhuis, diens neurologisch adviseur en een lokale zakenman die een nieuw ziekenhuis wil bouwen ter vervanging van Wetherton.
- 9/2. Dead Meat 2005

Een dierenactivist wordt dood gevonden in de leeuwenkooi van een privé dierentuin. Dalziel ontdekt dat er in de dierentuin meer gaande is dan je zou verwachten. De tijgers leven op een macaber dieet van mensenvlees. Hoe kan de zoo zich zo’n dure behandelkamer veroorloven? En wat is er gebeurd met het Chinese meisje dat geld had gekregen om daar te komen?
- 9/3. The Dig 2005

Een team van archeologen ontdekt een lijk op de plaats waar een nieuwe weg moet komen. Het is niet de verwachte oude koningin, maar een lijk van enkele maanden oud. De vondst leidt tot een reeks verdwijningen en moorden. Bij een van de moorden worden DNA-sporen aangetroffen die verband hebben met een moord van enkele jaren terug. Heeft Dalziel destijds de verkeerde opgepakt?
9/4. Dust Thou Art 2005
De dochter van rijke kunsthandelaren wordt ontvoerd samen met PC Jackson. Intussen onderzoeken Dalziel en Pascoe de moord op de plaatsvervangend directeur van het lokale kunstcentrum. Ze leggen grote zwendel bloot waarin vervalsingen van de oude meesters een rol spelen. De ontvoering, zwendel en – inmiddels meerdere - moorden hangen allemaal samen. Zal het Dalziel en Pascoe lukken hun collega te redden?
- 10/1. Houdini’s Ghost 2006

De dood van de machtige ondernemer Pal Miclean brengt Dalziel in contact met zijn ex-geliefde Kay Miclean. Pals zoon verdenkt zijn stiefmoeder en doet alles om haar schuld te bewijzen. Het dodental stijgt, net als de frustraties. Er zijn geen verdachten en geen aanwijzingen. Pascoe ontrafelt een mysterie van familiebanden, verraad, doofpotten en radioactief afval.
- 10/2. Glory days 2006

Een overwinningsfeest van de Wetherton Wanderers Football Club komt vroegtijdig ten einde door een dramatisch verkeersongeluk. Ook clubmanager, Martin Bendelow, komt daarbij om. Zijn dood blijkt echter geen ongeluk en er zijn meerdere mensen die een motief hebben. Ook onder zijn familieleden bevinden zich verdachten, zowel zijn vader als zijn zus lijkt iets te verbergen. Er komen verrassende lijken uit de kast.
- 10/3. Wrong time, wrong place 2006

Dalziel en Pascoe zijn in Amsterdam voor een conferentie. Ze raken in de problemen als de Nederlandse politie Dalziel verdenkt van moord. Vrij op borgtocht, slaat Dalziel op de vlucht om zelf de waarheid te ontdekken. De aflevering is gefilmd in Amsterdam en een reeks Nederlandse acteurs maakt erin zijn opwachting: Jeroen Krabbé, Johanna Ter Steege, Pierre Bokma, Ellen ten Damme, Sabri Saad El-Hamus, Joep Sertons en André Arend van Noord. Overigens heeft alleen de bloemiste een paar woordjes Nederlandse tekst; alle andere Nederlandse acteurs spreken vloeiend Engels, zelfs onder elkaar wanneer er in geen velden of wegen een van de vier Engelse personages te bekennen is. Wel mag Jeroen Krabbé aan het begin van de aflevering voor een komische Nederlandse noot zorgen door de naam Dalziel uit te spreken zoals een niet-Engelsman dat zou doen, n.l. als Dalzile, tot vage irritatie van Dalzeal zelf.
- 10/4. Guardian Angel 2006

De rust in Wetherton wordt verstoord als huisvrouw Susan Goodman wordt vermoord terwijl ze haar wekelijkse boodschappen doet. Al snel vallen nog twee slachtoffers. Dalziel en Pascoe ontdekken diverse verbanden tussen de moorden: gezondheidscentrum Arcadia, grote geldbedragen en de naam Barbara Lennox. Wie is zij? En waarom verdwijnen er twee mensen? Zijn ze bang vermoord te worden?
- 10/5.  A death in the family 2006

Bij de overval op een geldkantoor komt bewaker Dave Compton om het leven. Het is een oud-collega van Dalziel en Pascoe. Compton was tipgever voor de overvallers. Het spoor naar de overvallers leidt naar Clare Higgins en de nachtclub First Night. Eigenaar Steve Pitt is Higgins vriend. Beide maken deel uit van een incestueus vriendennetwerk, waar niet alles is wat het lijkt.
- 11/1. The cave woman 2006

Een vrouw is bij hevige regen gewond geraakt in een grot. Bij de reddingsoperatie in de grot wordt een gemummificeerd lijk gevonden. Het blijkt Lynn Baron te zijn, een vrouw die twintig jaar eerder verdween. Tijdens een van de zoektochten komt politieman Lateef om het leven door verdrinking en zo verliest de serie weer een belangrijke medewerker.
- 11/2. Fallen Angel 2006

Bij de paardenrennen valt een jockey bloedend van zijn paard en komt om het leven. Hij heeft een bloedverdunnend middel binnengekregen. Dalziel en Pascoe gaan deze gebeurtenis in de paardenwereld onderzoeken en komen vreemde zaken tegen.
- 12/1 Demons on Our Shoulders 2007

Guy Hamilton bracht zijn tweede vrouw Jean om het leven. Als Dalziel en Pascoe achter hem aan gaan is Guy spoorloos verdwenen. Van zijn dochter Katherine horen zij dat haar vader haar moeder op dezelfde manier onder hypnose heeft vermoord, zoals tijdens een televisie show te zien was.
- 12/2 Project Aphrodite 2007

In het laboratorium van het onderzoekcentrum Eturnus wordt de jonge wetenschapper Declan Roach vermoord gevonden. Hij was een van de onderzoekers bij het ontdekken van een antiverouderingscrème voor de huid. Dalziel en Pascoe vinden uit dat Roach en zijn familie en andere onderzoekers werden bedreigd.
- 12/3 Under Dark Stars 2007

Tijdens een rechtszaak tegen de vermeende kindermoordenaar Wheeler, die vrijgesproken wordt, trekt Peter Pascoe zich persoonlijk het lot aan van de slachtoffers. Hij raakt intens betrokken bij de ouders van een van de kinderen die om het leven zijn gebracht. Pascoe gaat alleen in actie om toch te bewijzen dat Wheeler wel degelijk betrokken kan zijn bij de moorden, tot verbijstering van Dalziel.

## De Amsterdamse aflevering
De aflevering Wrong Time, Wrong Place in 2006 is volledig in Amsterdam opgenomen. Bekende Nederlandse acteurs zoals Johanna ter Steege (rechercheur Anna Breukink), Jeroen Krabbé (hoofdcommissaris Wim de Kuiper), Pierre Bokma (rechercheur Hans Boersma), Frans van Deursen (barman Jacob de Keijzer) en Joep Sertons spelen gastrollen in deze aflevering. Er wordt echter uitsluitend Engels gesproken, ook als de Nederlanders onder elkaar zijn, zodat er (op de Britse televisie) geen ondertiteling nodig is.